# Light It Up OST
Light It Up OST – płyta zawierająca ścieżki dźwiękowe z filmu "Light It Up". Promowana przez singel "Catz Don't Know".

## Lista utworów
1. "How Many Wanna" (Ja Rule) (Produced by Irv Gotti)
2. "Catz Don't Know" (DMX) (Produced by PK)
3. "That's Real" (AZ & Beanie Sigel) (Produced by Bink Dogg)
4. "First One Hit" (Amil & Sole) (Produced by Bink Dogg)
5. "High Schoolin'" (OutKast) (Produced by Earthtone III)
6. "Light It Up" (Master P) (Produced by Beats By The Pound)
7. "Waiting In Vain" (Jon B) (Produced by Jon B)
8. "Anything" (112) (Produced by 122)
9. "Here" (Beverly) (Produced by Ontario Haynes)
10. "Burgundy" (Shya) (Produced by Ontario Haynes)
11. "Only In Heaven's Eyes" (*NSYNC) (Produced by Babyface)
12. "Free To Believe" (Jack Herrera) (Produced by Jon B)
13. "Ghetto's A Battlefield" (Blaze & Firestarr) (Produced by Bink Dogg)